# Mauricio Gallardo
Mauricio Luis Gallardo (Las Parejas, provincia de Santa Fe, Argentina; 28 de junio de 1975), apodado Damon, es relator de automovilismo y motociclismo internacional. Es conocido principalmente por su trabajo como conductor y relator internacional desde 2009 hasta 2021 en Fox Sports Latinoamérica y actualmente en ESPN

## Inicios
Damon se inició como relator de automovilismo en 1990, con 15 años de edad, siendo el relator del Autódromo Don Eduardo en su ciudad. 
En 1993 ingresó a Radio Las Parejas de la mano de Adrián Bitti y Luis Blanco y en el Canal 8 local con Roberto Mola, siempre como especialista de automovilismo. El mismo año, y por iniciativa de Sergio López, se sumó al equipo de LT23 comandado por Héctor J. Meschini y con 19 años de edad, se transformó en uno de los relatores más jóvenes del país para una radio AM. 
1993 además marcó su comienzo en la cobertura de las carreras de TC2000, siendo su primera carrera en Resistencia, Chaco, cierre de aquella temporada. Además cubría el Turismo Nacional y varias carreras del Turismo Carretera. Sus viajes fueron posibles gracias a la ayuda de los equipos de competición que le dieron un apoyo fundamental, entre ellos Cristian Galasso Competición, Della Santina Competición y Pianetto Competición. 
En 1995 también participó de las transmisiones de LRA Radio Nacional junto a Nolberto Volpi y tuvo el privilegio de compartir una carrera de TC2000 con Héctor Acosta como relator, en Posadas. También integró el ciclo El Mundo del TC2000 junto a Luis Calí y Alberto Falcón.
En 1998 se sumó al Equipo Oficial de Prensa del TC2000 por invitación de Matías Sánchez y Diego Zorrero, y fue la Voz del Autódromo del TC2000 hasta 2001.
Luego de un impasse en su actividad como relator, por convocatoria de Roberto Mayorana regresó a las pistas junto al TC2000, con la primera edición de los 200 km de Buenos Aires en 2004, realizando las tareas de relator oficial en los circuitos hasta fin de 2006.

## Buenos Aires
A fines de 2006, y por invitación de Diego Zorrero, Damon fue convocado para la Voz del Autódromo en el Master de Pilotos por Fox Sports, desarrollado en el circuito de Buenos Aires. Esa misma noche, y por gentileza de Pablo Schillaci, Mauricio tuvo la posibilidad de tener una entrevista con Fernando Tornello, histórico relator de la Fórmula 1 y acordar su incorporación al ciclo Última Vuelta Radio a partir de 2007.
Aquel fue su primer contacto formal con un medio de Buenos Aires y se convirtió en coconductor del programa dirigido por Fernando. Al año siguiente el ciclo continuó en Radio Belgrano AM 950 bajo el nombre de Automundo.
En 2007 y 2008 también participó como columnista en Autopasión Rosario, junto a Daniel Perrier y Juan Carlos Jirch. Paralelamente, realizó tareas de Prensa y Difusión para jóvenes pilotos de Las Parejas, como Rafael Moro, Damián Mari, Guido Falaschi y Facundo Ardusso entre otros.
2009 marcó otro paso adelante en la trayectoria de Damon. Fernando Tornello lo presentó ante el periodista, empresario y productor Felipe McGough, quien le permitió su desembarco como relator y presentador en televisión, a nivel nacional e internacional.

## Rally Dakar y Fox Sports
A partir de aquellas reuniones, Mauricio Gallardo integró el equipo de presentadores del primer Rally Dakar en Sudamérica por Televisión Pública Argentina, junto a Ricardo Delgado y también comenzó a formar parte de Fox Sports como comentarista del Rally Mundial junto a Pablo Schillaci.
Al mismo tiempo, mientras su carrera seguía en franco crecimiento, Mauricio compartió durante año un programa semanal de radio en su ciudad natal, junto a su hijo Máximo Gallardo, de apenas 8 años, y a su amigo Alfredo Ardusso como conductores.
Con el apoyo de Rally TV y de Coco Acosta y Carlos Asnaghi en Canal 7, Damon siguió al frente de los ciclos del Rally Dakar, compartiendo todas las ediciones desde 2010 hasta el presente, con Raúl Barceló en los estudios.
En Fox Sports continuó su presencia como comentarista de Rally Mundial, GP2 Series y GP3 Series hasta 2012.
Alternó presentaciones como relator del  SuperTC2000 en los callejeros de Santa Fe y Buenos Aires y también en las competencias de la F1 Powerboat y MINI Challenge. Además, por convocatoria de Orlando Terranova, fue Coordinador de Prensa del Gran Premio de MotoGP en Argentina, desde 2012 hasta comienzos de 2014. En 2013 se sumó como colaborador al ciclo Más Motor por Radio Palermo, junto a Enrico y Fernando Tornello.

## Presente
En 2015 fue convocado por Rubén Daray para sumarse como columnista al ciclo A Todo Motor, donde ya transita su segundo año consecutivo, ahora en la versión en línea. Por intermedio de Rubén y Eduardo Ramírez, Damon también fue Relator Oficial del Desafío ECO y del Buenos Aires ePrix de la Fórmula E, ediciones de 2015 y 2016.
Desde 2015 también es columnista para el web aire internacional Motorsport.com.
En la señal internacional Fox Sports 3, Damon volvió a tiempo completo por gentileza de Rally TV, para relatar al principio GP2 Series junto a los mexicanos Luis Díaz y Luis Ramírez. Actualmente, lo hace en el Campeonato Mundial de Superbikes y SuperStock 1000, primero con Rene Zanatta, ahora junto a Sebastián Porto; en el Campeonato Mundial de Turismos y el DTM, junto a Raúl Barceló.
Paralelamente se integró como panelista al programa Circuito Fox, conducido por Adrián Puente, junto a Juan Fossaroli, Enrico Tornello, Chacho López, Pablo Vignone y Esteban Guerrieri. También es coconductor de la edición especial de domingos en Central Fox Nitro, junto a Pablo Schillaci. Damon también pone su voz al programa Crash, el lado oculto de la gloria en el mundo de la velocidad.
Además de las categorías asignadas como relator, Mauricio Gallardo también realizó coberturas especiales para Fox Sports en pruebas como: Mundial de Enduro, Campeonato Mundial de Motocross, Rally Cross-Country, Dakar Series, Fórmula 3, Fórmula 4 Británica, Campeonato Europeo de Kartings y Race of Champions entre otros.
En 2020 comenzó a relatar NASCAR por la señal de Fox Sports LA y en el presente, es relator de las competencias de IndyCar a través de las plataformas de ESPN y Disney Plus.

## Trayectoria
| Período     | Rol                                 | Evento / programa                       |
| ----------- | ----------------------------------- | --------------------------------------- |
| 2022-2024   | Relator (ESPN)                      | INDYCAR                                 |
| 2021 - 2024 | Conductor (ESPN)                    | Rally Dakar                             |
| 2022-2024   | Relator (ESPN)                      | Campeonato Mundial de Superbike         |
| 2017 - 2020 | Conductor (Fox Sports LA)           | Rally Dakar                             |
| 202O-2021   | Relator (Fox Sports LA)             | NASCAR CUP                              |
| 2015-2021   | Relator (Fox Sports LA)             | Campeonato Mundial de Superbike         |
| 2015-2016   | Relator (Fox Sports LA)             | Campeonato Mundial de Turismos          |
| 2015-2016   | Relator (Fox Sports LA)             | DTM                                     |
| 2009 - 2016 | Conductor (Canal 7)                 | Rally Dakar                             |
| 2015 - 2016 | Conductor (Fox Sports LA)           | Rally Cross-Country                     |
| 2015 - 2016 | Cobertura (Fox Sports LA)           | Mundial de Motocross Patagonia          |
| 2015 - 2016 | Columnista                          | A Todo Motor TV                         |
| 2015 - 2016 | Voz Oficial                         | ePrix Buenos Aires de Fórmula E         |
| 2014 - 2015 | Relator (Fox Sports LA)             | Race of Champions                       |
| 2007 - 2016 | Voz Oficial                         | F1 Powerboat                            |
| 2015        | Voz Oficial                         | Desafío ECO                             |
| 2015        | Voz Oficial                         | Master de Pilotos de Centeno            |
| 2014        | Cobertura en vivo (Fox Sports LA)   | Six Days Enduro Mundial San Juan        |
| 2014        | Cobertura en vivo (Fox Sports LA)   | Desafío Guaraní Dakar Series            |
| 2013        | Cobertura en vivo (Fox Sports LA)   | Enduro Mundial FIM San Juan             |
| 2013        | Coordinación de prensa              | Test Oficial MotoGP Argentina           |
| 2013        | Voz Oficial                         | SuperTC2000 Callejero de Buenos Aires   |
| 2013        | Columnista (Radio Palermo)          | Más Motor                               |
| 2012 - 2013 | Coordinador de prensa               | MotoGP Gran Premio de Argentina         |
| 2012        | Coordinación de prensa              | Red Bull F1 en Termas de Río Hondo      |
| 2012        | Cobertura en vivo (Fox Sports LA)   | Desafío Litoral Dakar Series            |
| 2012        | Cobertura en vivo                   | Desafío Ruta 40                         |
| 2012        | Voz Oficial                         | Super TC 2000 Callejero de Buenos Aires |
| 2012        | Voz Oficial                         | Súper TC 2000 en Rafaela                |
| 2011        | Relator (Fox Sports LA)             | Copa MINI Challenge                     |
| 2011        | Relator (Speed)                     | Porsche Cup Buenos Aires                |
| 2010 - 2011 | Relator (Fox Sports LA)             | GP2 y GP3 Series                        |
| 2009 - 2011 | Relator (Fox Sports LA)             | WRC Rally Mundial                       |
| 2009        | Transmisión en vivo (Fox Sports LA) | WRC Rally de la Argentina               |
| 2007 - 2008 | Conductor (Radio Belgrano)          | Automundo                               |
| 2006        | Voz Oficial                         | Master de Pilotos                       |
| 2005 - 2006 | Voz Oficial                         | TC2000 en Curitiba                      |
| 2005        | Voz Oficial                         | TC2000 100 Millas de Rafaela            |
| 2004 - 2006 | Voz Oficial                         | TC2000                                  |
| 1998 - 2001 | Prensa                              | TC2000                                  |